# Диакон

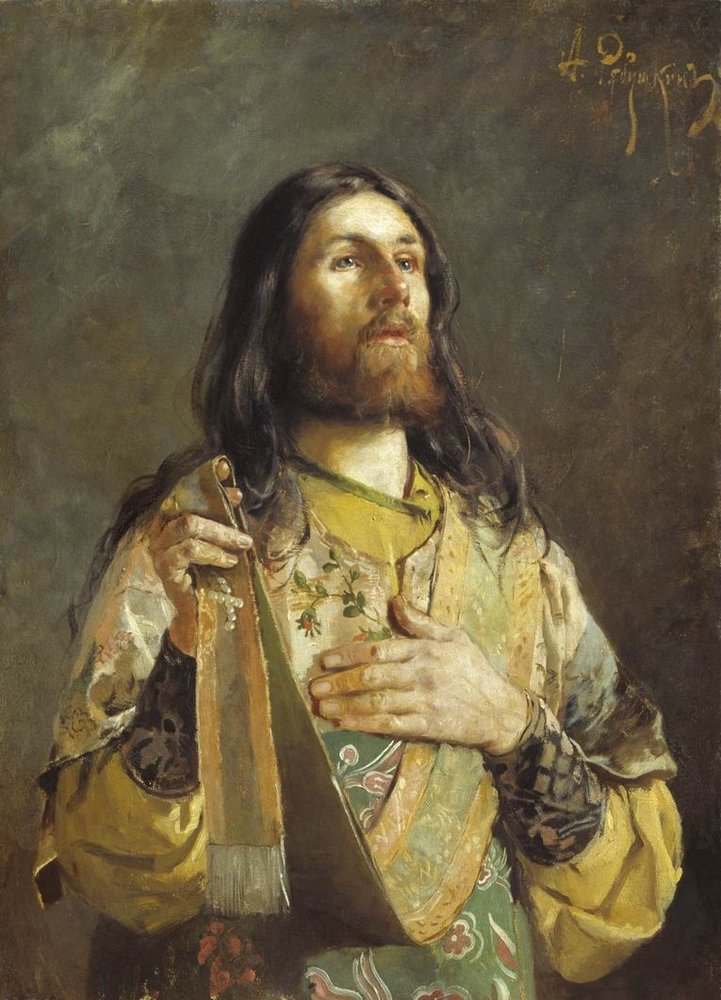
Диакон, возглашающий ектению. Андрей Рябушкин. 1888. Этюд. Государственный Русский музей

Диа́кон (через церк.-слав. диꙗконъ, от м. р. и ж. р. др.-греч. διάκονος — «слуга»), также разг. дьяк, дья́кон, уменьш.-ласк. дьячо́к (через диꙗкъ, от διάκος, διάκων, укр. дя́кон) — лицо, проходящее церковное служение на первой, низшей степени священства. Ниже них по чину — иподиаконы.
Диаконы помогают епископам и священникам в богослужении, но самостоятельно предстоять на христианском собрании и совершать таинства не могут. Совершение литургии и богослужений суточного круга возможно осуществлять без диакона, поскольку епископ (или священник) может возглавлять богослужения в одиночку.
Диакона из монашествующих называют «иеродиаконом». Первого диакона, служащего при епископе, называют «протодиаконом» (или «архидиаконом», если он из монашествующих).

## История

### Иудаизм
Ещё до разрушения второго Храма в Иерусалиме при каждой синагоге состояло три служителя, называемых «парнасин» (פרנסין‎ — «раздаватели милостыни») или «габай-цдака» (גבאי‎ габай — «собирающий налоги» и צְדָקָה‎ цдака — «милостыня»), чьей обязанностью была забота о бедных. Габай-цдака должен был также хорошо знать Тору. Организационная структура ранней христианской церкви, перенявшая структуру синагоги, включила в себя, по всей видимости, и должность габай-цдака, ставшую прототипом христианского диаконского служения (на это может указывать и созвучие диаконос и цдака).

### Раннее христианство
Христианское предание относит возникновение диаконского служения к первым годам существования иерусалимской церкви. Согласно Деяниям святых апостолов (Деян. 6:1-8), часть членов общины жаловалась на неравномерную раздачу жизненных припасов, вследствие чего оказывались обделены некоторые из вдов. Сами апостолы, обязанные прежде всего проповедовать слово Божие, не имели возможности «печься о столах» и на это служение посвятили своим рукоположением семь избранных общиной почтенных лиц (см. Святые диаконы). В тексте книги Деяний сказано лишь, что семеро были поставлены «пещись (др.-греч. διακονεῖν, диа́конин) о столах», в то время как апостолы оставили за собой «служение (διακονία, диакони́а) слова». Таким образом, в тексте Деяний семеро не названы диаконами, в отличие от текстов Посланий апостола Павла. Впервые слово «диакон», как обозначение определённого церковного служения, встречается в Послании апостола Павла к Филиппийцам (Фил. 1:1), а также в более позднем 1-м Послании к Тимофею (1Тим. 3:8-13).
Согласно «Апостольскому церковному уставу», диаконы побуждали членов общины к щедрости, к добрым делам. Вместе с тем «Апостольское предание» предписывало диакону доносить епископу и обо всех болящих, чтобы епископ мог бы их посетить и причастить Святых Тайн.
Начиная с IV века прежнее служение диаконов отходит на дальний план в связи с выдвижением их богослужебной функции. В VII веке, согласно 16 правилу Трулльского собора (692), служение диаконов должно было оставаться «образцом человеколюбия и попечения о нуждающихся» (τύπος φιλανθρωπίας καί σπουδής).

### Позднее христианство

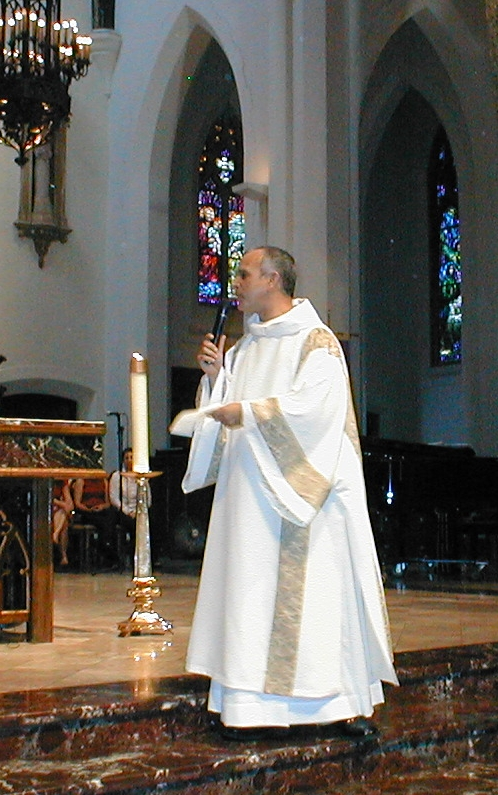
Диакон Католической Церкви римского обряда

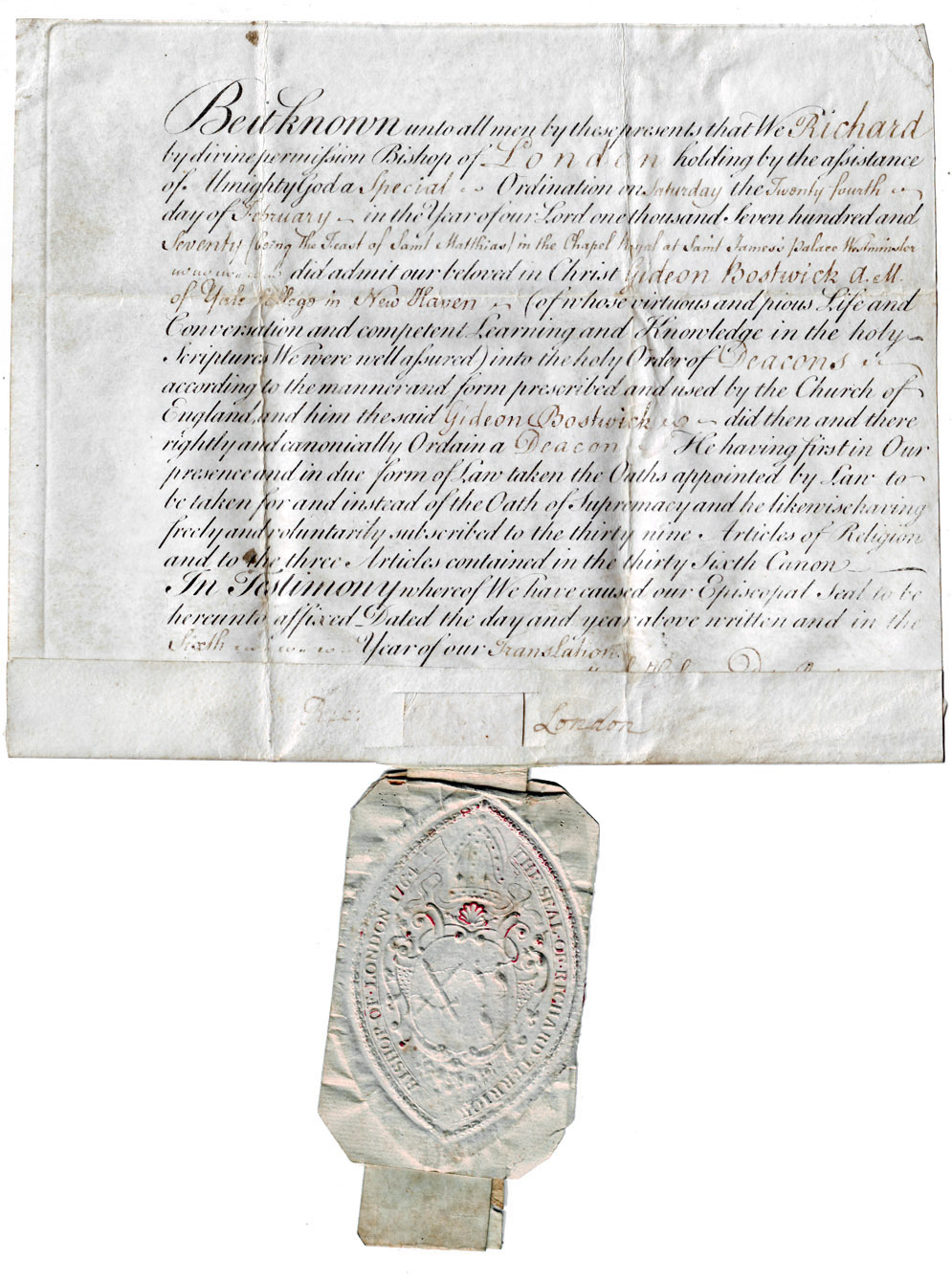
Свидетельство о рукоположении в дьяконы, данное Гидеону Боствику Ричардом Терриком, епископом Лондона, 24 февраля 1770

В последующие века служение диаконов включило в себя многочисленные занятия и обязанности. Диаконы должны были наблюдать за церковным благочинием: указывали каждому место в храме, смотрели, чтобы в церкви все было благообразно и по чину, наблюдали за поведением и нравами верующих и свои наблюдения представляли епископу. По указанию епископа, они распоряжались церковными имуществами: раздавали милостыню, заботились о содержании сирот, вдов и вообще всех, пользовавшихся церковными пособиями. Вообще они были посредниками между епископами и паствой: передавали ей распоряжения епископа и приводили в исполнение его повеления. Поэтому их называли ангелами и пророками епископа. По своей близости к епископам и по обширности круга своих обязанностей диаконы в древней церкви имели весьма большое значение во всех церковных делах и пользовались особым уважением, чему способствовало и то обстоятельство, что их было немного: по первоначальному примеру церкви иерусалимской, во многих церквях было обычаем не поставлять более семи диаконов. Участие их в церковном управлении, иногда более влиятельное, чем участие пресвитеров, возбуждало высокомерное отношение с их стороны к пресвитерам. Ввиду этого соборы в своих постановлениях напоминали о низшей, сравнительно с пресвитерами, иерархической степени диаконов и о зависимости их от пресвитеров. В протестантских общинах диаконство имеет значение в делах христианской благотворительности и вообще во внутренней миссии.

## Современность

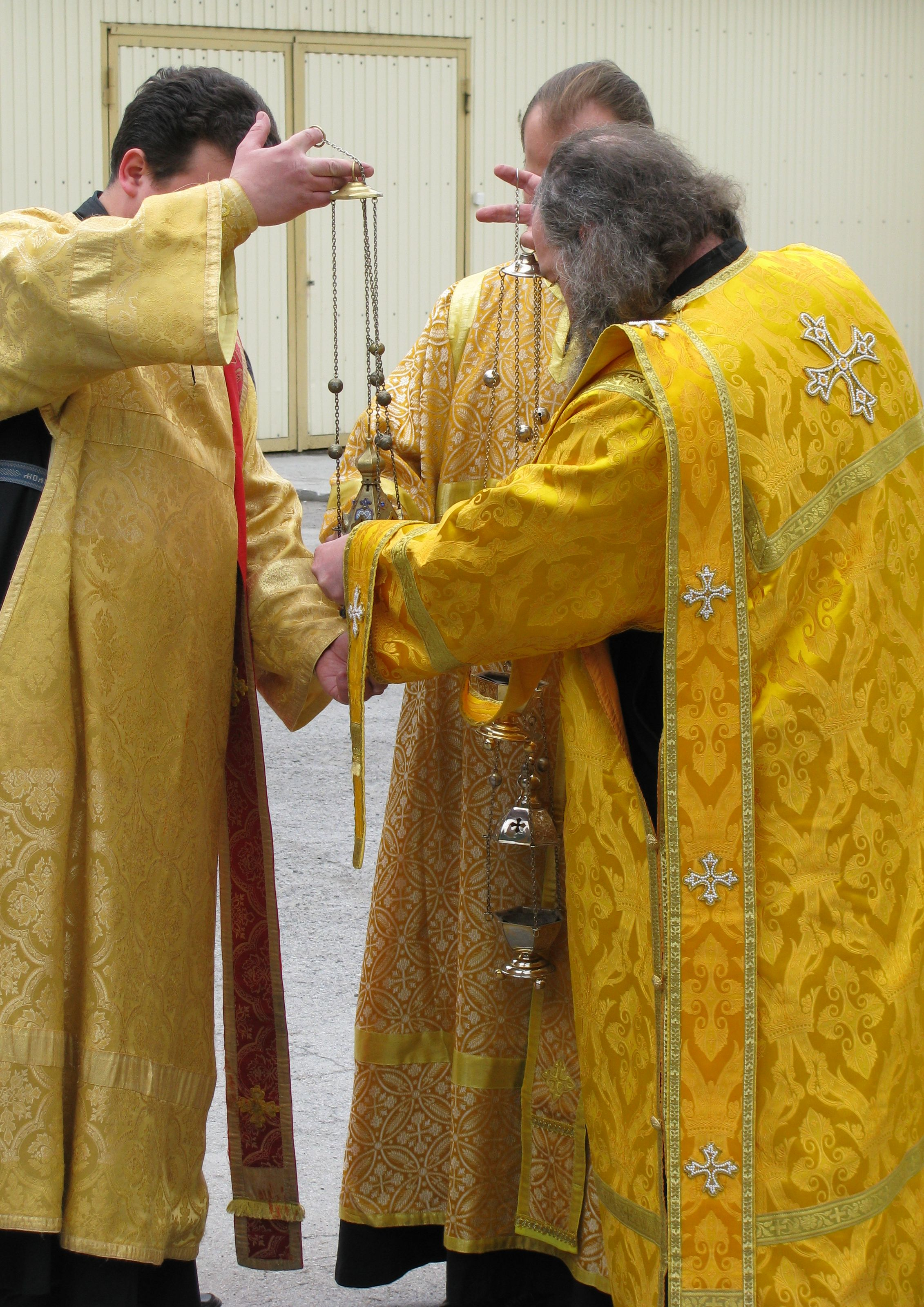
Диаконы РПЦ возжигают кадила

На православном Востоке и в России диаконы и в настоящее время занимают такое же иерархическое положение, как в древности. Их дело и значение — быть помощниками при богослужении. Сами они самостоятельно не могут совершать общественное богослужение и быть представителями христианской общины. Ввиду того, что священник и без диакона может совершать все службы и требы, диаконы не могут быть признаны совершенно необходимыми. На этом основании возможно сокращение числа диаконов при церквях и приходах. К такому сокращению прибегали в России для увеличения содержания священников. В бытность графа Д. А. Толстого обер-прокурором Святейшего Синода было определено, чтобы диаконы были поставляемы из псаломщиков, по просьбе прихожан, лишь в том случае, если приход изъявит желание взять на себя содержание диакона. Вследствие этого число диаконов значительно сократилось.
В Русской церкви принято в официальных или торжественных случаях обращаться к диакону: «Ваше благовестие», «Ваше громогласие» (хотя в Церковном протоколе РПЦ такие обращения не указаны).
Диаконы в Католической Церкви римского обряда делятся на просто диаконов (на практике, почти все они становятся пресвитерами) и постоянных диаконов (институт которых был восстановлен во второй половине XX века). Постоянным диаконом может стать и мужчина, состоящий в браке; но путь в священники для таких диаконов закрыт из-за обязательного целибата священников в латинской церкви и самой сущности постоянного диаконата. Таким образом, если мужчина, никогда не состоявший в браке, изъявляет желание стать постоянным диаконом, он также может впоследствии получить пресвитерскую хиротонию. Институт постоянного диаконата был восстановлен в конституции Lumen Gentium Второго Ватиканского собора, согласно ей он «… может быть восстановлен в качестве особой и постоянной ступени иерархии… С согласия Римского Понтифика в эту диаконскую степень можно будет возводить мужчин зрелого возраста, даже живущих во браке, а также достойных молодых людей, для которых, однако, закон безбрачия должен оставаться в силе». Оформлено восстановление постоянного диаконата было в 1967 году папой Павлом VI в motu proprio Sacrum Diaconatus Ordinem. Согласно канону 236 Кодекса канонического права для постоянных диаконов обязательна, как минимум, трёхлетняя подготовка. На конец 2014 года в мире насчитывалось 44,5 тысячи постоянных диаконов.

## Женщины и диаконство

### В православии и католичестве
В послании римлянам Фива, христианка, служившая в собрании верующих Кенхреи, названа «диакониссой» (διάκονος с показателем жен. рода в виде артикля ἡ).
В древней церкви I—VIII веков существовал чин женщин-служителей, называвшихся «диаконисами» (дьяконе́ссами). Они поставлялись через посвящение, которое должно отличать от диаконской хиротонии. Диакониссы обучали женщин основам веры, несли социальное служение, нацеленное на сбор материальной помощи христианским вдовам и сиротам, участия же в совершении таинств не принимали. Институт диаконис существовал недолго и исчез после распространения женского монашества. Вопрос о восстановлении института диаконис обсуждался на Поместном соборе Православной российской церкви (1917—1918), но определённого решения так и не было принято.

### Впротестантизме
Посвящение женщин в сан диакона широко практикуется в неконфессиональном лютеранстве.